# Brachirus panoides
 Brachirus panoides és un peix teleosti de la família dels soleids i de l'ordre dels pleuronectiformes que es troba a les costes de Tailàndia i Indonèsia.